# Glochidion thomsonii
Glochidion thomsonii är en emblikaväxtart som först beskrevs av Johannes Müller Argoviensis, och fick sitt nu gällande namn av Joseph Dalton Hooker. Glochidion thomsonii ingår i släktet Glochidion och familjen emblikaväxter. Inga underarter finns listade i Catalogue of Life.